# Шлейпнер, Себастьян
Себастьян Шлейпнер (? — 1572) — германский католический богослов. Жил в Бреслау, свои труды писал на латыни.
Точная дата рождения неизвестна, однако установлено, что он родился в семье ювелира в Бреслау. Получив среднее образование в родном городе, в 1544 году поступил в Краковский университет, а в 1547 году — в Венский, везде изучая богословие и закончив последний университет со степенью магистра, позже получив и докторскую; в продвижении ему сильно помогала помощь его двоюродного дяди, Фридриха Наузе. Ещё в 1544 году он получил должность каноника при соборе в Бреслау, в 1549 году стал там же проповедником и в 1554 году архидиаконом. В 1555—1557 годах был пастором в Нейзе и в 1556 году одновременно служил в бреслауском архиепископстве, затем вернулся в родной город, где снова стал соборным проповедником, а вскоре прокуратором-пробстом, пробстом, в 1564 году официалом и в 1569 году кантором.
Главные богословские труды: «De oblatione corporis et sanguinis Domini Jesu Christi» (Нейссе, 1557); «Ein kürzer und wahrhaftiger Bericht von dem hochwürdigsten Sacrament» (там же, 1560); «Ein sermon und treuliche Vormanung zu christlicher Einigkeit in Entpfahung des heiligen Sacraments» (1564) — написаны в защиту римско-католического учения о причастии. Ему же принадлежат «Oratio habita ad catholicum Clerum, in Synodo» (там же, 1563) — речь, в которой он указывает на упадок католической церкви и требует от духовенства более благочестивого образа жизни, и «Leichpredigt. In Exequiis des… Kaisers Ferdinandi» (там же, 1565).